# 臼井健太郎
臼井 健太郎（うすい けんたろう、1997年1月14日 - ）は、地方競馬の船橋競馬場函館一昭厩舎に所属の騎手。

## 来歴
2015年4月14日に船橋競馬第1競走でジャノサワホマレに騎乗しデビューする。同年5月11日に船橋競馬第1競走でジャノサワホマレで優勝し初勝利を挙げる。
2017年第1回ヤングジョッキーズシリーズ東日本地区最上位〔南関東ブロック1位〕でファイナルラウンドに進出、2017年第1回ヤングジョッキーズシリーズファイナルラウンドで1位になり総合優勝。ヤングジョッキーズシリーズの初代優勝騎手になる。
2018年8月から1年間、オーストラリアへ渡航し、語学及び競馬を学びながら騎乗を目指す。同年10月13日にオーストラリアのフレミントン競馬場第7レースで海外初勝利を挙げた。
2020年1月21日に高知競馬場で行われた全日本新人王争覇戦に騎乗し11人中11位だった。